# 台北市 (日本統治時代)

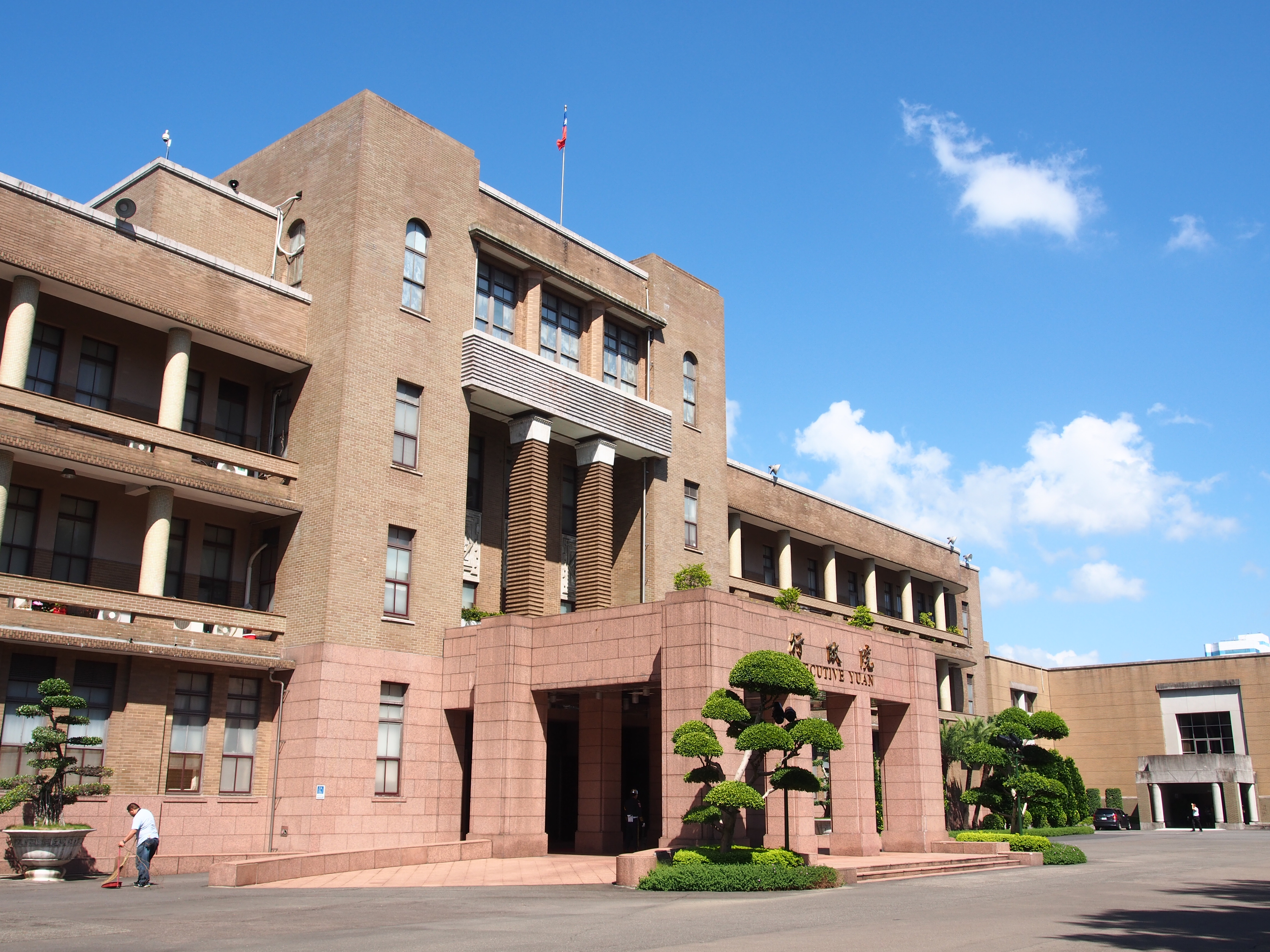
中華民国行政院（旧：台北市役所）

台北市（たいほくし、旧字体：臺北市）は、日本統治時代の台湾に存在した市。台北州に属した。台湾総督府が所在するなど台湾の行政・経済の中心であり、「島都」と呼ばれた。

## 概要
台北市街は城内、大稲埕、艋舺の主に3つのエリアに大別された。城内は主に内地人（日本人）、大稲埕、艋舺には主に本島人（台湾人）が居住していた。 台北市には様々な経済施設に加え、公園、図書館、博物館といった文化施設もあった。 幅20mのアスファルト舗装の道路が整備され、通りには赤レンガや鉄筋コンクリート造の3階建ての住宅が立ち並び、市の中心部には面積7万6000㎡の台北新公園（現：二二八和平公園）があった。市街は歩行者専用道路や並木道、交通島を備えた三線道路に囲まれ、その美しい景観から「東洋の小パリ」と呼ばれた。

## 行政区画
1920年（大正9年）10月1日、旧台北庁時代の直轄地域の4区（艋舺、大稲埕、大龍峒、古亭村）と士林支庁士林区大直庄の区域をもって台北市が成立した。市内は台北城内、崁頂、龍匣口、古亭村、林口、三板橋（以上が現在の中正区に位置する）、艋舺、下崁、加蚋子（以上が現在の万華区）、大稲埕、大龍峒、番子溝（以上が現在の大同区）、山子腳、牛埔、西新庄子、中庄子、下埤頭、朱厝崙、上埤頭、大直（以上が現在の中山区）、中崙（現在の松山区）、大安、頂内埔、下内埔、六張犁（以上が現在の大安区）の合計25個の大字に分けられた。
一部の大字の下には下記の小字が存在した。
- 台北城内：府前街、府後街、府直街、撫台前街、北門街、西門街、石防街、東門街、南門街、文武廟街、書院街、小南門街
- 三板橋：有東門外、埤頭、埤子腳、大竹圍、莿子埒
- 艋舺：旧街、直興街、頂新街、廈新街、大眾廟口街、北皮寮街、土地後街、半路店街、歡慈市街、布埔街、久寿街、竹子寮街、大溪口街、帆寮口街、王公宮口街、江瀕街、将軍廟街、蓮花街、祖師廟橫街、祖師廟前街、後菜園街、八甲街、万安街、西門外街、新起街、新起橫街、新起後街、後街子街、粟倉口街、凹斛子街、龍山寺街、大厝口街、竹篙厝街、料館口街、育嬰堂邊街、書院邊街、大厝後街
- 下崁：頂石路、中石路、下石路
- 加蚋子：堀子頭、客子厝、後庄子、中崙、港子尾、下庄子、八張犁
- 大稲埕：河溝頭街、千秋街、稲新街、北門外街、興仁街、南興街、頂奎府聚街、建成後街、維新街、怡興街、得勝外街、建成街、得勝街、太平街、蘆竹腳街、法主公街、城隍廟前街、六館街、建昌街、媽祖宮口街、南街、永和街、朝陽街、建興街、朝東街、新店尾街、井子頭街、九間子街、長楽街、中街、李厝街、中北街、怡和巷街、日新街、長興街、隆記後街、震和街、普願街、珪瑜粹街、杜厝街、獅館巷街、益保裕街、国興街、大橋頭街、枋隙後街、依仁里街、枋隙街、上牛車磨街、下牛車磨街、下奎府聚街、牛埔子街、詔安厝街、北門口街
- 大龍峒：大龍峒、下牛車磨
- 下埤頭：下埤頭、東勢
- 大直：大直、剣潭
- 大安：龍安坡、十二甲、坡心

1922年（大正11年）4月1日、市の西部にあった15の大字は廃止され、64の町に分割された。東部の10の大字は存続した。
- 町：明石町、大宮町、建成町（中国語版）、書院町、太平町（中国語版）、西園町（中国語版）、文武町、三橋町、旭町、御成町、児玉町、新栄町、大龍峒町（中国語版）、日新町（中国語版）、蓬莱町（中国語版）、宮前町、有明町、表町、古亭町、新起町、千歳町、乃木町、北門町（中国語版）、元園町（中国語版）、泉町（中国語版）、樺山町、寿町、新富町、築地町、八甲町、堀江町（中国語版）、柳町（中国語版）、入船町（中国語版）、上奎府町（中国語版）、幸町、水道町、東門町、馬場町、本町、大和町、永楽町（中国語版）、河合町（中国語版）、栄町、末広町、富田町、浜町（中国語版）、円山町、龍口町、老松町（中国語版）、川端町、佐久間町、西門町、南門町（中国語版）、東園町（中国語版）、緑町、龍山寺町、大橋町、京町、下奎府町（中国語版）、大正町、錦町、福住町、港町（中国語版）、若竹町
- 大字：西新庄子、中庄子、下埤頭、朱厝崙、上埤頭、大直、大安、下内埔、六張犁、中崙

1938年（昭和13年）、松山庄を編入したことによって新たに松山、頂東勢、下塔悠、上塔悠、旧里族、中坡、五分埔、三張犁、興雅の9個の大字が加わり、市内の大字の数は合計19となった。

## 歴代首長
台北市の成立と同時に、市の首長として台北市尹が設置された。市尹は市政を監督し、任期は規定されなかった。市尹の補佐として助役、会計役、市委員が設置された。市尹は政務上の需要に応じて、台北州知事の承認を得た上で町委員（任期は1年）を任命することができた。1940年（昭和15年）10月28日、官制の改正を受けて台北市尹は台北市長に改称され、市助役が2人に増員された。 
| 代       | 氏名       | 写真     | 在任期間                        |
| 台北市尹 | 台北市尹   | 台北市尹 | 台北市尹                        |
| -------- | ---------- | -------- | ------------------------------- |
| 1        | 武藤針五郎 |          | 1920年9月1日 - 1924年12月23日   |
| 2        | 太田吾一   |          | 1924年12月23日 - 1927年7月27日  |
| 3        | 田端幸三郎 |          | 1927年7月27日 - 1929年4月20日   |
| 4        | 増田秀吉   |          | 1929年4月20日 - 1931年5月16日   |
| 5        | 内海忠司   |          | 1931年5月16日 - 1932年3月15日   |
| 6        | 西沢義徴   |          | 1932年3月15日 - 1933年8月4日    |
| 7        | 松岡一衛   |          | 1933年8月4日 - 1936年10月16日   |
| 8        | 石井龍猪   |          | 1936年10月16日 - 1939年12月27日 |
| 9        | 木原円次   |          | 1939年12月27日 - 1940年10月28日 |
| 台北市長 |            |          |                                 |
| 1        | 木原円次   |          | 1940年10月28日 - 1941年5月14日  |
| 2        | 藤村寛太   |          | 1941年5月14日 - 1943年3月29日   |
| 3        | 広谷致員   |          | 1943年3月29日 - 1944年5月6日    |
| 4        | 土居美水   |          | 1944年5月6日 - 1945年10月25日   |

## 市会議員

### 第1期（1935年 - 1939年）
- 民選：蔡式穀（中国語版）、唐沢信夫、安田勝次郎、陳逸松、古川二郎、松田繁義、西川純、鈴木讓三郎、佐藤亀久次、飯田清、楊海盛、瀬戸山兼斌、菱村彦十郎、岩田此一、堀田真猿、劉天禄、周宗源、林朝北
- 官選：倉岡彦助（中国語版）、吉田碩造、水越幸一、金子光太郎、貝山好美、重田栄治（中国語版）、村崎長昶、小林惣次郎、後藤薰、近藤勝次郎、大沢貞吉、八十川清、謝唐山、楊漢龍、陳振能、呂阿昌、張園、陳清波

### 第2期（1939年 - 1945年）
- 民選：石堂明治、三好正雄、川本沢一、森方男、林水田、早川齊、蔣渭川（中国語版）、陳春金、周延寿、西川純、鈴木讓三郎、瀬戸川兼斌、佐藤亀久次、陳錫慶、林江洽、潘迺賢、緒方武歳、李瑞漢、蔡式穀、神村三郎
- 官選：倉岡彦助、安田勝次郎、貝山好美、八十川清、重田栄治、村崎長昶、柏雄福太郎、陳復礼、池田又四郎、蘇穀保、後藤薰、中島清四、桑田剛助、近藤勝次郎、楊漢龍、中島道一、高敬遠（中国語版）、張園、肥後誠一郎、黄逢時

## 機関
- 台湾総督府庁舎（現：総統府）
- 台北州庁（現：監察院庁舎）
- 台北市役所（中国語版）（現：行政院中央大楼）
- 台湾総督府専売局（現：台湾菸酒公司）
- 台湾総督府気象台（中国語版）

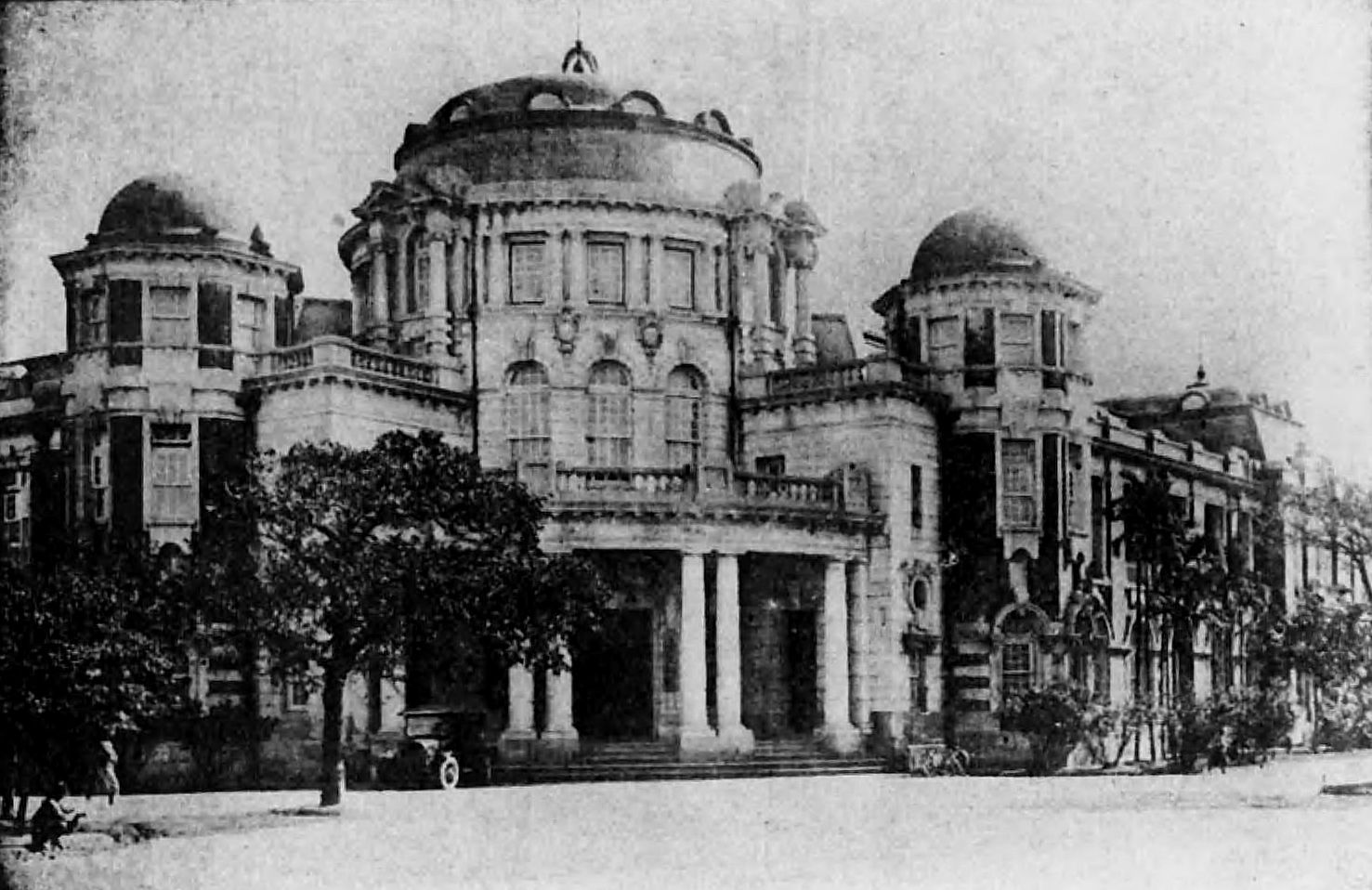
台北州庁

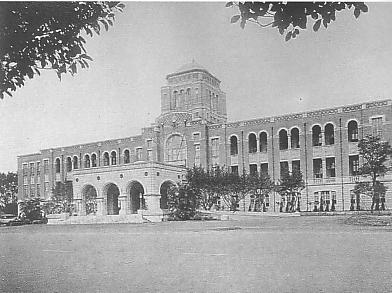
台湾総督府高等法院

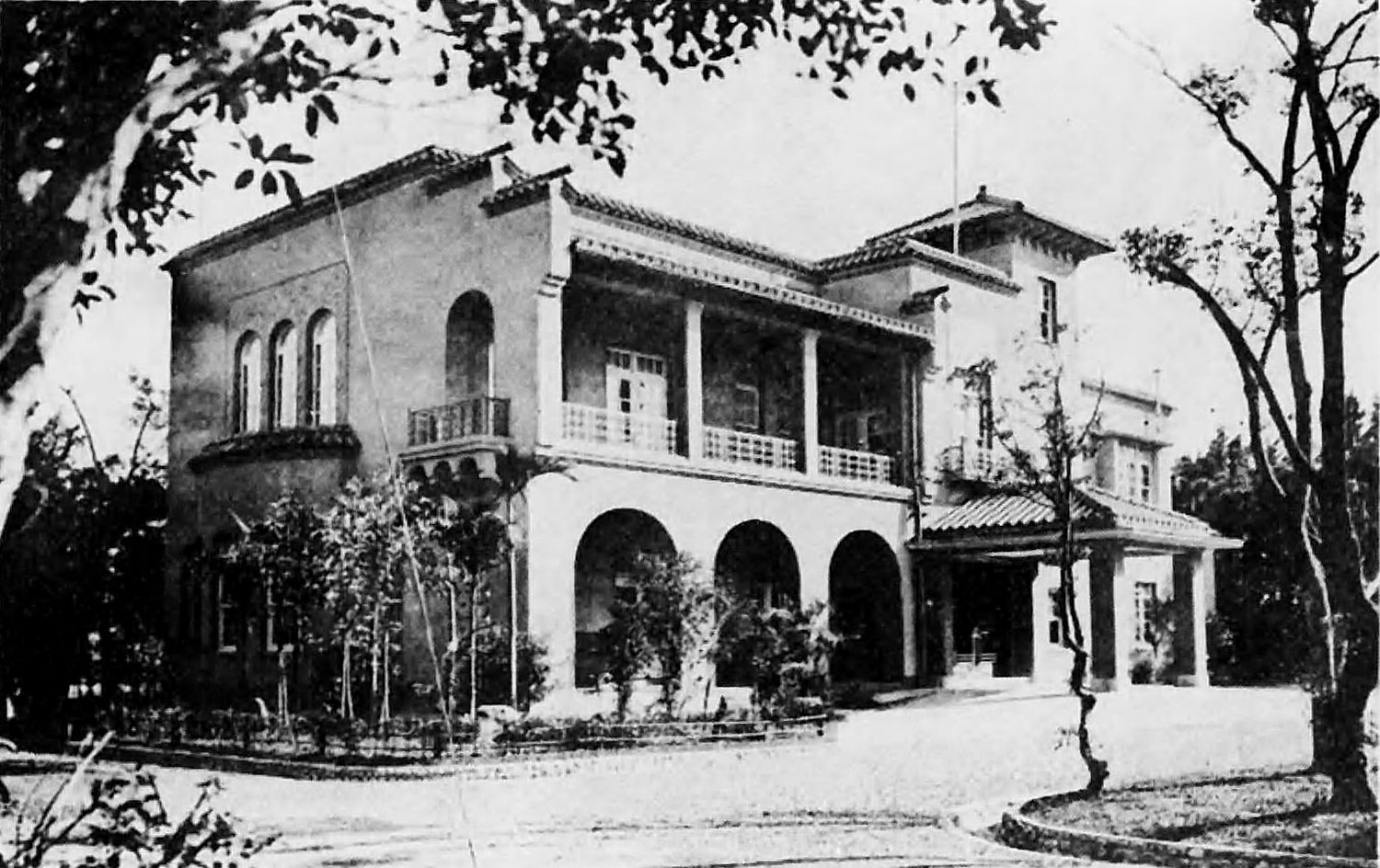
台北放送局

- 台湾総督府電話交換局（中国語版）（現：中華電信博愛服務中心）
- 台湾総督府警察官及司獄官練習所（中国語版）
- 台湾総督府農業試験所（中国語版）
- 台湾総督府林業試験所（中国語版）
- 台湾総督府工業研究所（中国語版）（現：空軍総司令部旧址（中国語版））
- 台北州立農事試験場（中国語版）
- 台北州立種畜場
- 台北州立役馬利用講習所
- 台北州立公務員錬成所
- 台湾総督府高等法院（現：司法大廈）
- 台北刑務所（中国語版）
- 台北郵便局（現：台北郵局）
- 台北放送局（現：台北二二八紀念館）
- 台北鉄道工場（現：国家鉄道博物館準備処）
- 台北北警察署（現：台湾新文化運動紀念館）
- 台北南警察署（中国語版）
- 台北消防署

### 在外公館
- 中華民国総領事館
- アメリカ合衆国領事館（現：台北之家）
- オランダ領事館

## 教育

### 高等教育
- 台北帝国大学（現：国立台湾大学）

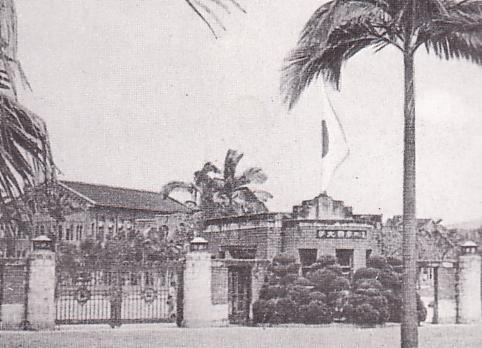
台北帝国大学

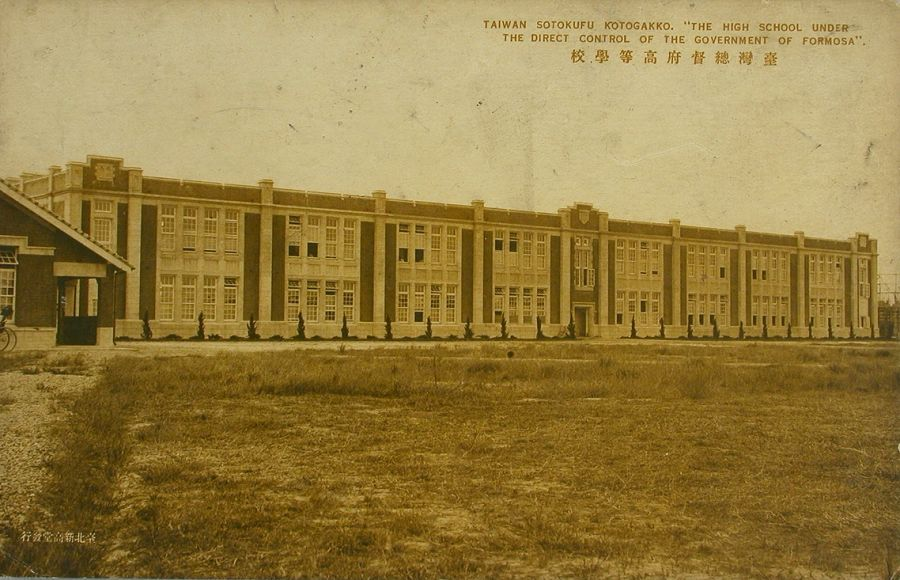
台湾総督府高等学校

- 台湾総督府高等学校→台湾総督府台北高等学校（現：国立台湾師範大学）
- 台湾総督府高等商業学校→台湾総督府台北高等商業学校→台北経済専門学校（現：国立台湾大学管理学院（中国語版））
- 台湾総督府医学専門学校→台湾総督府台北医学専門学校→台北帝国大学医学専門部（現：国立台湾大学医学院）
- 台湾総督府農林專門学校→台湾総督府高等農林学校→台湾総督府台北高等農林学校→台北帝国大学附属農林專門部（現：国立中興大学）

### 中等教育

#### 中学校
- 台北州立台北第一中学校（中国語版）（現：台北市立建国高級中学）
- 台北州立台北第二中学校（中国語版）（現：台北市立成功高級中学）
- 台北州立台北第三中学校（中国語版）（現：国立台湾師範大学附属高級中学）
- 台北州立台北第四中学校（中国語版）（現：台北市立和平高級中学）
- 私立台北国民中学校（現：台北市立大同高級中学）

#### 高等女学校
- 台北市立台北第一高等女学校（現：台北市立第一女子高級中学）
- 台北州立台北第二高等女学校（現：台北市立第一女子高級中学）
- 台北州立台北第三高等女学校（現：台北市立中山女子高級中学）
- 台北州立台北第四高等女学校（現：台北市立第一女子高級中学）
- 私立静修女学校（現：私立天主教静修中学）

#### 実業学校
- 台北州立台北工業学校（現：国立台北科技大学）
- 台北州立台北第一商業学校（現：国立台北商業大学日間部）
- 台北州立台北第二商業学校（現：国立台北商業大学夜間部）
- 私立開南商業学校（現：私立台北市開南高級中等学校（中国語版））
- 私立開南工業学校（現：私立台北市開南高級中等学校）

#### 実業補習学校
- 台北商工專修学校（現：台北市立大安高級工業職業学校（中国語版））
- 台北市立家政女学校→台北市立商業実践女学校（現：台北市立金華国民中学（中国語版））
- 私立愛国高等技芸女学校
- 私立台北女子高等学院→私立台北女子專門学校
- 私立吉見裁縫学院
- 私立成淵学校（現：台北市立成淵高級中学）
- 私立修徳実践女学校
- 私立南進女子実務專修学校→私立城北商業実践女学校[4]
- 私立宮前女学校[5]

### 師範学校
- 台北第一師範学校→台北師範学校（現：台北市立大学）
- 台北第二師範学校→台北師範学校（現：国立台北教育大学）

### 初等教育
- 台北師範学校附属第一国民学校（現：台北市立大学附設実験国民小学（中国語版））
- 台北師範学校附属第二国民学校（現：国立台北教育大学附設実験国民小学（中国語版））
- 台北師範学校附属第三国民学校
- 末広尋常高等小学校→末広国民学校（現：台北市万華区福星国民小学（中国語版））
- 旭尋常小学校→旭国民学校（現：台北市中正区東門国民小学（中国語版））
- 寿尋常小学校→寿国民学校（現：台北市万華区西門国民小学）
- 南門尋常小学校→南門国民学校（現：台北市中正区南門国民小学（中国語版））
- 樺山尋常小学校→樺山国民学校
- 建成尋常小学校→建成国民学校
- 錦尋常小学校→昭和国民学校（現：台北市大安区龍安国民小学（中国語版））
- 幸尋常小学校→幸国民学校（現：台北市大安区幸安国民小学）
- 松山尋常小学校→双葉国民学校（現：台北市信義区興雅国民小学（中国語版））
- 川端国民学校（現：台北市中正区蛍橋国民小学（中国語版））
- 龍山公学校→龍山国民学校（現：台北市万華区龍山国民小学（中国語版））
- 老松公学校→老松国民学校（現：台北市万華区老松国民小学（中国語版））
- 太平公学校→太平国民学校（現：台北市大同区太平国民小学（中国語版））
- 日新公学校→日新国民学校（現：台北市大同区日新国民小学（中国語版））
- 大橋公学校→大橋国民学校（現：台北市大同区大橋国民小学（中国語版））
- 蓬莱公学校→蓬莱国民学校（現：台北市大同区蓬莱国民小学（中国語版））
- 大龍峒公学校→大宮国民学校（現：台北市大同区大龍国民小学（中国語版））
- 朱厝崙公学校→中園国民学校（現：台北市中山区中正国民小学（中国語版））
- 東園公学校→東園国民学校（現：台北市万華区東園国民小学（中国語版））
- 大安公学校→富田国民学校（現：台北市大安区大安国民小学（中国語版））
- 永楽公学校→永楽国民学校（現：台北市大同区永楽国民小学（中国語版））
- 宮前公学校→宮前国民学校（現：台北市中山区中山国民小学（中国語版））
- 堀江公学校→堀江国民学校（現：台北市万華区双園国民小学（中国語版））
- 円山公学校→円山国民学校（現：台北市大同区大同国民小学（中国語版））
- 松山公学校→松山国民学校（現：台北市松山区松山国民小学）
- 西松山公学校→若松国民学校（現：台北市松山区西松国民小学（中国語版））
- 河合公学校→河合国民学校（現：台北市大同区延平国民小学（中国語版））
- 明治国民学校（現：台北市大同区双蓮国民小学（中国語版））

### その他
- 台北州立台北盲唖学校（現：台北市立啓聡学校（中国語版））
- 私立台北神学院（現：台湾神学院（中国語版））

#### 幼稚園
- 私立台北幼稚園
- 私立愛育幼稚園
- 私立台北樹心幼稚園
- 私立大正幼稚園
- 私立城南幼稚園
- 私立艋舺幼稚園
- 私立文化幼稚園
- 私立錦幼稚園
- 私立大稲埕幼稚園
- 私立国民幼稚園
- 私立台北大谷幼稚園
- 私立幸幼稚園
- 私立育英幼稚園
- 私立稲江幼稚園
- 私立台北鉄道幼稚園
- 私立松山幼稚園
- 私立愛心幼稚園
- 私立培育幼稚園

#### 書房
- 慈恵夜学義塾
- 尚楽義塾
- 聚養齋書房
- 育英書房
- 映竹齋書房
- 培徳書房
- 美学書房
- 稲江義塾
- 青年義塾
- 淡盧書房
- 培英義塾
- 修養書房
- 文安雅書房
- 六張犁書房

#### 青年学校
- 旭青年学校
- 寿青年学校
- 南門青年学校
- 建成青年学校
- 太平青年学校
- 台北青年学校
- 日新青年学校
- 老松青年学校

## 医療
- 台北帝国大学医学部附属病院（現：国立台湾大学医学部附属病院）
- 日本赤十字社台湾支部（中国語版）病院（現：台北市立聯合病院中興院区（中国語版））
- 台北鉄道病院（中国語版）
- 台北更生院（中国語版）
- 台湾総督府養神院（現：衛生福利部桃園療養院（中国語版））
- 台北婦人病院

## 観光

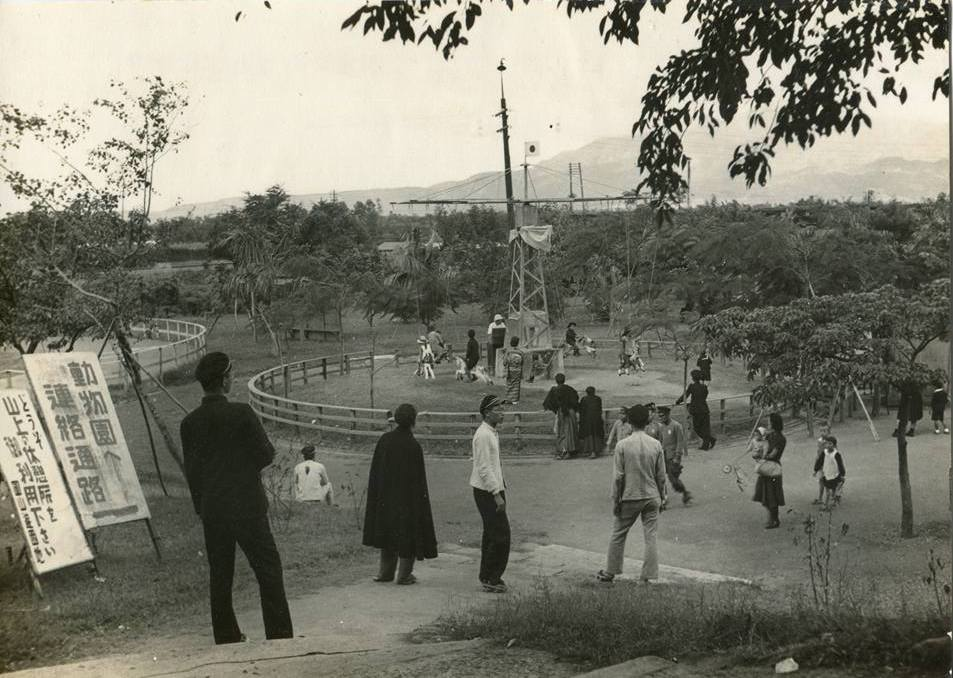
円山遊園地（円山公園内）

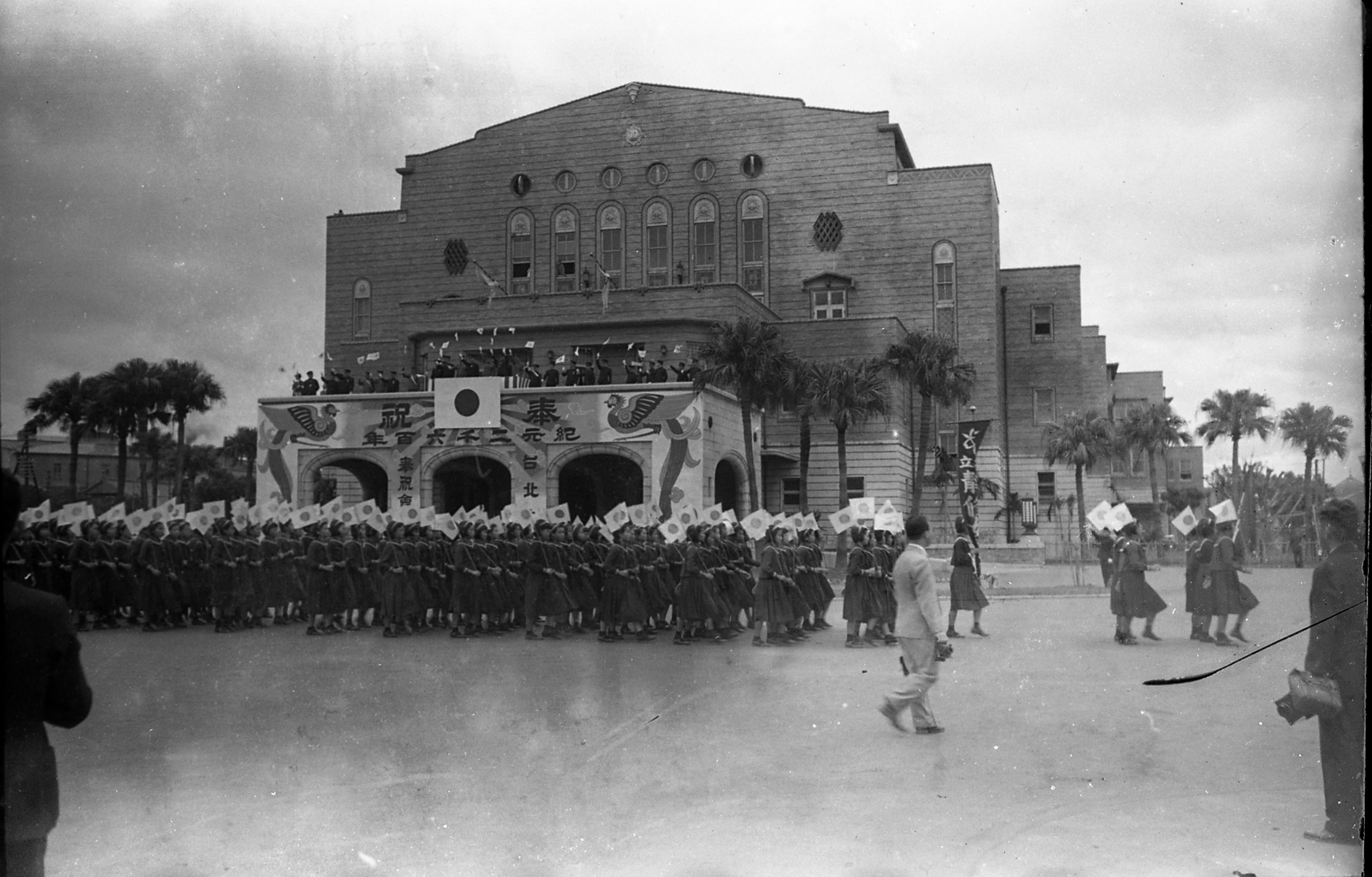
台北公会堂

- 台湾総督府博物館（現：国立台湾博物館）
- 台湾総督府図書館（現：国立台湾図書館）
- 円山公園
- 台北植物園
- 台北新公園（現：二二八和平公園）
- 台北公会堂（現：中山堂）
- 台湾神宮（現：円山大飯店）
- 台湾護国神社（現：国民革命忠烈祠）
- 建功神社
- 台北稲荷神社
- 台北天満宮社
- 艋舺龍山寺
- 本願寺台湾別院